# デヴィッド・ジョーンズ＝ガルシア
デビッド・ジョーンズ＝ガルシア（David Apolinar Jones-Garcia,2001年11月24日-）は、ドミニカ共和国出身のプロバスケットボール選手。ポジションはスモールフォワード。NBAのサンアントニオ・スパーズにツーウェイ契約で所属している。

## 経歴

### 高校・大学
母国ドミニカ共和国代表としてFIBAユースの国際大会に出場していた際に、アメリカのスカウト陣の目に留まり、2018年のU17ワールドカップで特に素晴らしい成績を残した後、将来のプロとしてのキャリアを充実させるため、アメリカの高校に進学することを決意し、ウェストバージニア州のティーズ・バレー・クリスチャン・スクールで高校時代を過ごした後、ジョーンズはシカゴのデポール大学に進学した。
2021年のビッグイーストトーナメントでチームに加わり、2021-22シーズンに初めてフルシーズンをプレーし、スターターになった。2022年2月9日、ジョージタウン大学に勝利し、22得点、14リバウンド、10アシストでデポール大学史上初のトリプルダブルを記録した。 2年目のシーズンで平均14.5得点、7.4リバウンドを記録した後、転校を選択し、セントジョンズ大学にたどり着いた。セントジョンズでは平均13.2得点、6.8リバウンドと好成績を収めたが、父親の死によってシーズンが台無しになり、ジョーンズはドミニカ共和国での葬儀に出席するために帰国した。シーズン終了後、マイク・アンダーソン監督が解任され、リック・ピティーノ監督が就任すると再び転校を選択し。複数の大学を検討した後、ペニー・ハーダウェイ監督率いるメンフィス・タイガースに入団を決めた。2023-24シーズン、タイガースの攻撃陣の第一候補となった。2024年1月、その活躍が認められ、ウッデン賞のシーズン中盤注目選手リストに選ばれた。

### NBA
2024年のNBAドラフトで指名されなかった後、2024年7月22日にフィラデルフィア・76サーズズとツーウェイ契約を結んだ。しかし、9月26日に解雇され 、10月28日にメキシコシティ・キャピタンズと契約した 。キャピタンズでの4試合で、ジョーンズは1試合平均21.2得点、6.2リバウンド、3.5アシストを記録した。2024年11月22日、NBAのユタ・ジャズとツーウェイ契約を結び、同チームのGリーグ傘下チーム、ソルトレイクシティ・スターズと時間を分割してプレーした。しかし、2025年1月1日、ソルトレイクシティ・スターズでわずか13試合に出場した後、ジャズから解雇され、2日後にメキシコシティに復帰した。

### サンアントニオ・スパーズ
2025年のNBAサマーリーグにサンアントニオ・スパーズから出場しファーストチームに選ばれた。7月22日、スパーズとツーウェイ契約を結ぶと報じられた。

## 個人成績

### カレッジ

#### NCAA Division I
| シーズン | チーム               | GP  | GS | MPG  | FG%  | 3P%  | FT%  | RPG | APG | SPG | BPG | PPG  |
| -------- | -------------------- | --- | -- | ---- | ---- | ---- | ---- | --- | --- | --- | --- | ---- |
| 2020-21  | デポール大学         | 9   | 1  | 14.3 | .382 | .071 | .600 | 2.7 | .4  | .4  | .2  | 5.1  |
| 2021-22  | デポール大学         | 28  | 27 | 29.9 | .445 | .297 | .692 | 7.4 | 2.4 | 1.7 | 1.0 | 14.5 |
| 2022-23  | セントジョーンズ大学 | 31  | 17 | 25.7 | .392 | .294 | .785 | 6.8 | 1.6 | 1.3 | .4  | 13.2 |
| 2023-24  | メンフィス大学       | 32  | 32 | 32.3 | .459 | .380 | .797 | 7.6 | 1.8 | 2.2 | .4  | 21.8 |
| 通算     | 通算                 | 100 | 77 | 28.0 | .431 | .325 | .770 | 6.9 | 1.8 | 1.6 | .6  | 15.6 |